# Conquista muçulmana do Egito
Pouco antes da invasão muçulmana do Egito (639–642), o país fazia parte do Império Bizantino até ser ocupado, uma década antes, pelo Império Sassânida, sob a liderança de Cosroes II (r. 616–629). O imperador bizantino Heráclio recapturou o Egito, após uma série de campanhas consideradas brilhantes militarmente, contra os persas sassânidas; porém perdeu-o novamente para o exército do Califado Ortodoxo, dez anos mais tarde. Antes que a invasão muçulmana do Egito começasse, no entanto, o Império Bizantino já havia perdido o Levante para as forças islâmicas e, ademais, suas principais fontes de mão de obra, o Reino Gassânida e a Armênia já haviam sido ocupadas por elas. Este conjunto de fatores acabou deixando o Império Bizantino perigosamente exposto e vulnerável aos invasores.